# Ozório Juvenil
Ozório Adolfo Goés Nunes de Sousa mais conhecido como Ózorio Juvenil (Belém, 17 de dezembro de 1966) é um político e advogado brasileiro. Filiado no MDB, atualmente é deputado estadual do Pará.  

## Desempenho em eleições
| Ano  | Eleição          | Coligação                           | Partido | Candidato a       | Votos          | Resultado |
| ---- | ---------------- | ----------------------------------- | ------- | ----------------- | -------------- | --------- |
| 2010 | Estadual no Pará | PMDB                                | PMDB    | Deputado estadual | 28.035 (0,90%) | Suplente  |
| 2014 | Estadual no Pará | Todos pelo Pará II (PMDB / PT)      | PMDB    | Deputado estadual | 34.055 (0,99%) | Eleito    |
| 2018 | Estadual no Pará | Esperança Renovada (MDB / DC / PSD) | MDB     | Deputado estadual | 30.440 (0,84%) | Suplente  |